# 대구남산교회
대구남산교회(大邱南山敎會)는 대한민국 대구광역시 중구 남산2동에 있는 대한예수교장로회(통합) 경북노회 소속의 교회이다.
일제강점기인 1914년에 경북 지역 최초의 교회인 남성정교회(현 대구제일교회)에서 분리되어 창립했다. 1959년 대한예수교장로회가 분열할 때 예장통합에 소속되었다.
남산복지재단을 설립하여 복지 부문에 힘을 쏟고 있다. 지은생 담임목사는 이에 대하여 "하나님 사랑과 이웃 사랑의 실천이 반드시 병행되어야만 그 복음이 힘있는 복음이고 실제적인 복음이고 구체적인 복음이 된다"고 말한 바 있다.

## 연혁
- 1914년 : 남성정교회에서 분립
- 1915년 : 목조 신축 예배당 완공
- 1917년 : 남전도회 창립
- 1918년 : 여전도회 창립
- 1930년 : 예배당 신축 착공
- 1932년 : 주보 창간호 발행
- 1934년 : 교회신문 《화주》 창간호 발행
- 1948년 : 대봉교회 분립
- 1952년 : 삼덕교회 분립
- 1972년 : 예배당 증축 착공
- 1988년 : 의료선교단 발족
- 1997년 : 남산복지재단 설립
- 1998년 : 영어예배 시작
- 1998년 : 남산기독교사회종합복지관 설립

## 같이 보기
- 대구제일교회

## 참고자료
- “교회연혁”. 대구남산교회. 2008년 5월 15일에 원본 문서에서 보존된 문서. 2008년 5월 30일에 확인함.